# (279377) 2010 CH1
(279377) 2010 CH1 este un asteroid din centura principală, descoperit pe luty 2010 de Jan Wiśniewski, Aneta Reklin și Magdalena Krzemień.